# ميخائيل هاميلتون (لاعب كرة قدم أمريكية)
ميخائيل هاميلتون (بالإنجليزية: Michael Hamilton)‏ هو لاعب كرة قدم أمريكية أمريكي، ولد في 3 ديسمبر 1973 في مقاطعة غرينفيل في الولايات المتحدة.